# Milovan Ðorić
El título de este artículo contiene los caracteres del alfabeto serbo-croata: đ. En caso de no estar disponibles, el nombre puede ser representado como Milovan Djoric.
Milovan Ðorić  (latinizado Milovan Djoric, en serbio cirílico Mилoвaн Ђopић (n.  Bioska, antigua Yugoslavia,  6 de agosto de 1945) Es un exjugador y entrenador serbio de fútbol, Actualmente es el director de la academia de entrenamiento de la Asociación de Fútbol de Serbia.  

## Trayectoria como jugador
Hizo su debut profesional en 1967 con el Estrella Roja de Belgrado donde permaneció durante seis temporadas ganando cuatro campeonatos y dos copas.
Al comienzo de la temporada 1973 - 1974, Đorić fue transferido al Real Oviedo de España, donde terminó su carrera en 1975
| Club                      | País           | Año       | Apariciones | Goles |
| ------------------------- | -------------- | --------- | ----------- | ----- |
| Sloboda Užice             | RFS Yugoslavia | ?-1967    | ?           | ?     |
| Estrella Roja de Belgrado | RFS Yugoslavia | 1967-1973 | 136         | 7     |
| Real Oviedo               | España         | 1973-1975 | 32          | 0     |

## Trayectoria como entrenador
| Club                              | País           | Año       |
| --------------------------------- | -------------- | --------- |
| Radnicki Niš                      | RFS Yugoslavia | 1993      |
| Borac Cacak                       | RFS Yugoslavia | ?         |
| C.D. Águila                       | El Salvador    | 1996-1997 |
| Selección nacional de El Salvador | El Salvador    | 1997-1998 |
| Yugoslavia U-21                   | RFS Yugoslavia | 1999-2000 |
| Beijing Guoan                     | China          | 2000      |
| Yugoslavia                        | RFS Yugoslavia | 2001      |
| Serbia U-17                       | Serbia         | 2010-2011 |

- Datos: Q2299538